# Teaser

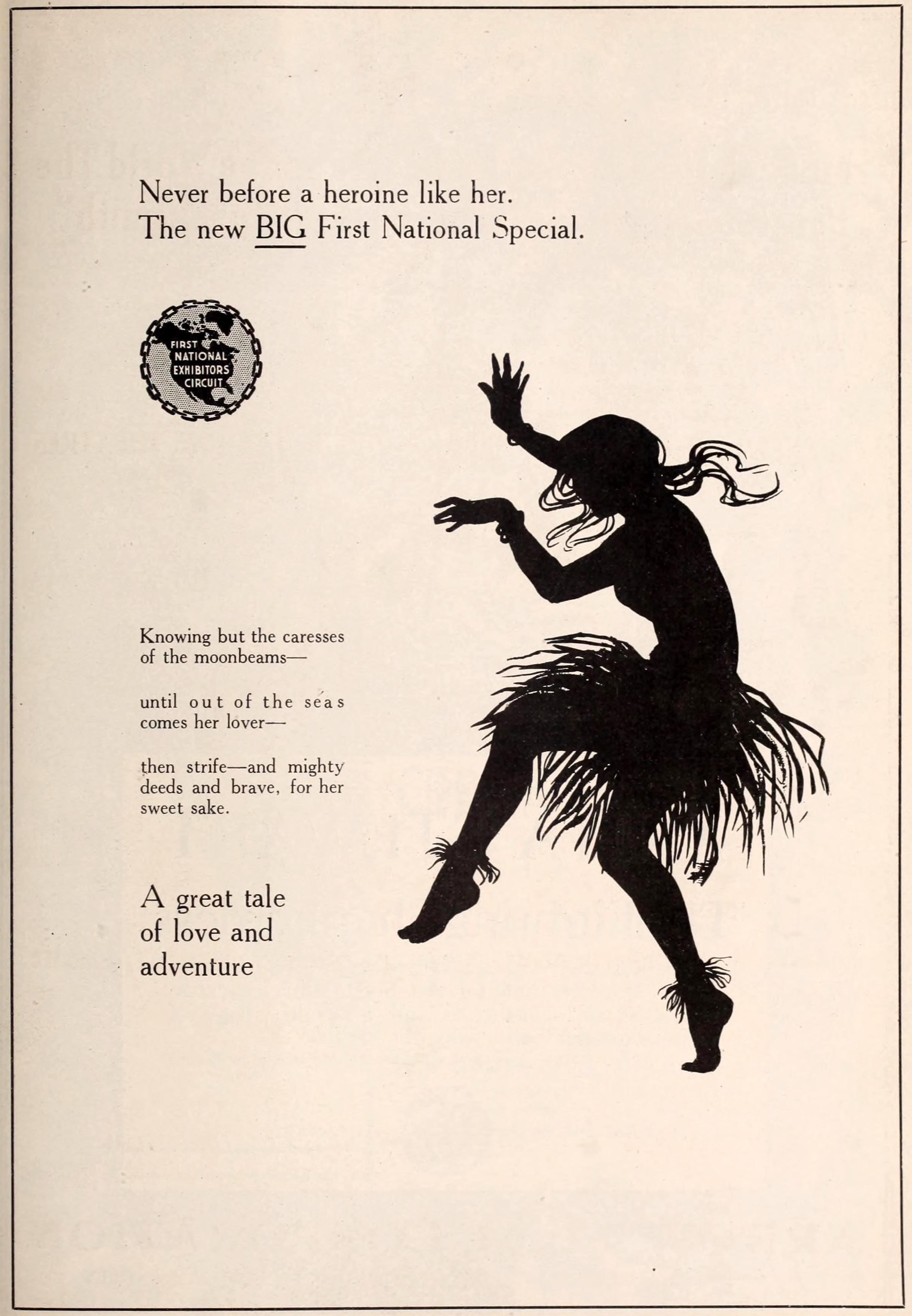
Upoutávka na americký němý film " The Idol Dancer" (1920)

Teaser [týzr] (z angl. to tease, škádlit, dráždit) je krátká (např. třicetisekundová, minutová) upoutávka na film, televizní seriál, popř. jiné audiovizuální dílo (často sestavená ze záběrů hrubého sestřihu – je tedy pravděpodobné, že některé nebo i všechny scény v konečném filmu nebudou), která má za cíl (krom samotného avíza, že daný film/seriál vůbec existuje) nalákat diváka k tomu, aby na daný film přišel do kina nebo se na něj díval v televizi, popř. si koupil jeho DVD či jiné reklamní předměty.
Od trailerů se teasery liší mj. tím, že z chystaného díla prozrazují méně, nejsou tak dokonalé, nemívají příběhovou linii a jejich primárním úkolem je vytvořit pocit očekávání, aniž by divák přesněji zjistil, na co se může těšit.
Trailery se promítají v kinosálech před hlavní projekcí, v televizi, v outdoorových reklamních médiích, v posledních několika letech pronikají i na jiná média jako je Internet či barterové produkty[zdroj?].